# André Varennes
André Varennes est un acteur français, né André Léon Rathelot le 14 avril 1882 à Châtillon (Hauts-de-Seine), mort le 29 février 1972 à Boulogne-Billancourt (Hauts-de-Seine).

## Biographie
André Varennes (pseudonyme) entame sa carrière d'acteur au théâtre, une de ses premières pièces étant La Course du flambeau de Paul Hervieu (avec Réjane, Gabriel Signoret, Abel Tarride et Jean Worms), jouée en 1907 au Théâtre Réjane — où elle est reprise en 1909 —. Parmi ses dernières pièces, citons L'Habit vert de Robert de Flers et Gaston Arman de Caillavet, représentée au Théâtre national de Chaillot en 1949 (avec Jean Le Poulain et Louis Velle) et La vie est un songe de Pedro Calderón de la Barca, produite au Théâtre national populaire en 1950 (avec Paula Dehelly et Daniel Ivernel).
Au cinéma, il apparaît pour la première fois dans La Ferme du Choquart de Jean Kemm (avec Mary Marquet), film muet sorti en 1922. Après un second (donc dernier) film muet sorti en 1923, il revient à l'écran dans La Fusée de Jacques Natanson (1933, avec Firmin Gémier et Marcelle Géniat).
Suivent vingt autres films français, dont Katia de Maurice Tourneur (1938, avec Danielle Darrieux et John Loder), Je suis avec toi d'Henri Decoin (1943, avec Pierre Fresnay et Yvonne Printemps) et L'Affaire du collier de la reine de Marcel L'Herbier (son avant-dernier film, 1946, avec Viviane Romance et Maurice Escande).
Son ultime film est Rêves d'amour de Christian Stengel (avec Pierre Richard-Willm et Mila Parély), sorti en 1947.

## Théâtre (sélection)
(à Paris, sauf mention contraire)
- 1907 : La Course du flambeau de Paul Hervieu : Le docteur (Théâtre Réjane)
- 1907 : Après le pardon de Matilde Serao et Pierre Decourcelle : Colonna (Théâtre Réjane)
- 1908 : L'Impératrice de Catulle Mendès : Drouot (Théâtre Réjane)
- 1908 : Qui perd gagne, adaptation par Pierre Veber du roman éponyme d'Alfred Capus : Labranche (Théâtre Réjane)
- 1909 : Madame Margot d'Émile Moreau et Charles Clairville : Sully (Théâtre Réjane)
- 1910 : La Sonate à Kreutzer de Fernand Nozière et Alfred Savoir : Le docteur (Théâtre Femina, reprise)
- 1914 : Seigneur Polichinelle de Miguel Zamacoïs : Tebaldo Radulfi (Grand Théâtre Municipal, Nice)
- 1924 : Jésus de Nazareth de Paul Demasy, mise en scène de Firmin Gémier : Hérode Antipas (Théâtre de l'Odéon)
- 1934 : La Servante sans gages de Jean Yole : Gérard Lemorgenet (Théâtre de la Madeleine)
- 1946 : Ma cousine de Varsovie de Louis Verneuil : rôle non-spécifié (Théâtre des Célestins, Lyon)
- 1949 : Tovaritch de Jacques Deval : rôle non-spécifié (Théâtre des Célestins, Lyon)
- 1949 : L'Habit vert de Robert de Flers et Gaston Arman de Caillavet : rôle non-spécifié (Théâtre national de Chaillot)
- 1950 : La vie est un songe (La vida es sueño) de Pedro Calderón de la Barca, adaptation d'Alexandre Arnoux : Basile (Théâtre national populaire)
- 1957 : L'Habit vert de Robert de Flers et Gaston Arman de Caillavet, mise en scène Marcel Cravenne [1]

## Filmographie complète
- 1922 : La Ferme du Choquart de Jean Kemm : Robert Paluel (le fermier)
- 1923 : L'Homme du train 117 de Charles Maudru : rôle non-spécifié
- 1933 : La Fusée de Jacques Natanson : Despréaux
- 1937 : L'Homme du jour de Julien Duvivier : Le garçon de ferme
- 1937 : La Danseuse rouge de Jean-Paul Paulin : rôle non-spécifié
- 1938 : Le Patriote de Maurice Tourneur : Le ministre de la guerre
- 1938 : Katia de Maurice Tourneur : Ivanoff
- 1942 : À vos ordres, Madame de Jean Boyer : Le gérant
- 1942 : Mam'zelle Bonaparte de Maurice Tourneur : Hyrevoix
- 1942 : Forte Tête de Léon Mathot : Le médecin
- 1942 : Frédérica de Jean Boyer : Le maire
- 1942 : L'assassin habite au 21 d'Henri-Georges Clouzot : Le brigadier de gendarmerie
- 1942 : Le Prince charmant de Jean Boyer : rôle non-spécifié
- 1943 : Le Comte de Monte-Cristo de Robert Vernay, 1re époque Edmond Dantès : Un inspecteur
- 1943 : Le Colonel Chabert de René Le Hénaff : rôle non-spécifié
- 1943 : Picpus de Richard Pottier : Bouffartigues
- 1943 : La Main du diable de Maurice Tourneur : Le colonel
- 1943 : Des jeunes filles dans la nuit de René Le Hénaff : rôle non-spécifié
- 1943 : Je suis avec toi d'Henri Decoin : Le général
- 1946 : Messieurs Ludovic de Jean-Paul Le Chanois : Le directeur
- 1946 : Master Love de Robert Péguy : rôle non-spécifié
- 1946 : L'Affaire du collier de la reine de Marcel L'Herbier : d'Aligre (président de la cour)
- 1947 : Rêves d'amour de Christian Stengel : Érard